# Karl Wolff (Widerstandskämpfer)
Karl Wolff (* 17. September 1911; † 1. August 1933 in Altona/Elbe) war ein Hamburger Antifaschist. Er wurde 1933 in einem von der NS-Justiz inszenierten Prozess zum Altonaer Blutsonntag des Mordes schuldig gesprochen und hingerichtet. Im November 1992 wurde das Urteil aufgehoben.

## Leben

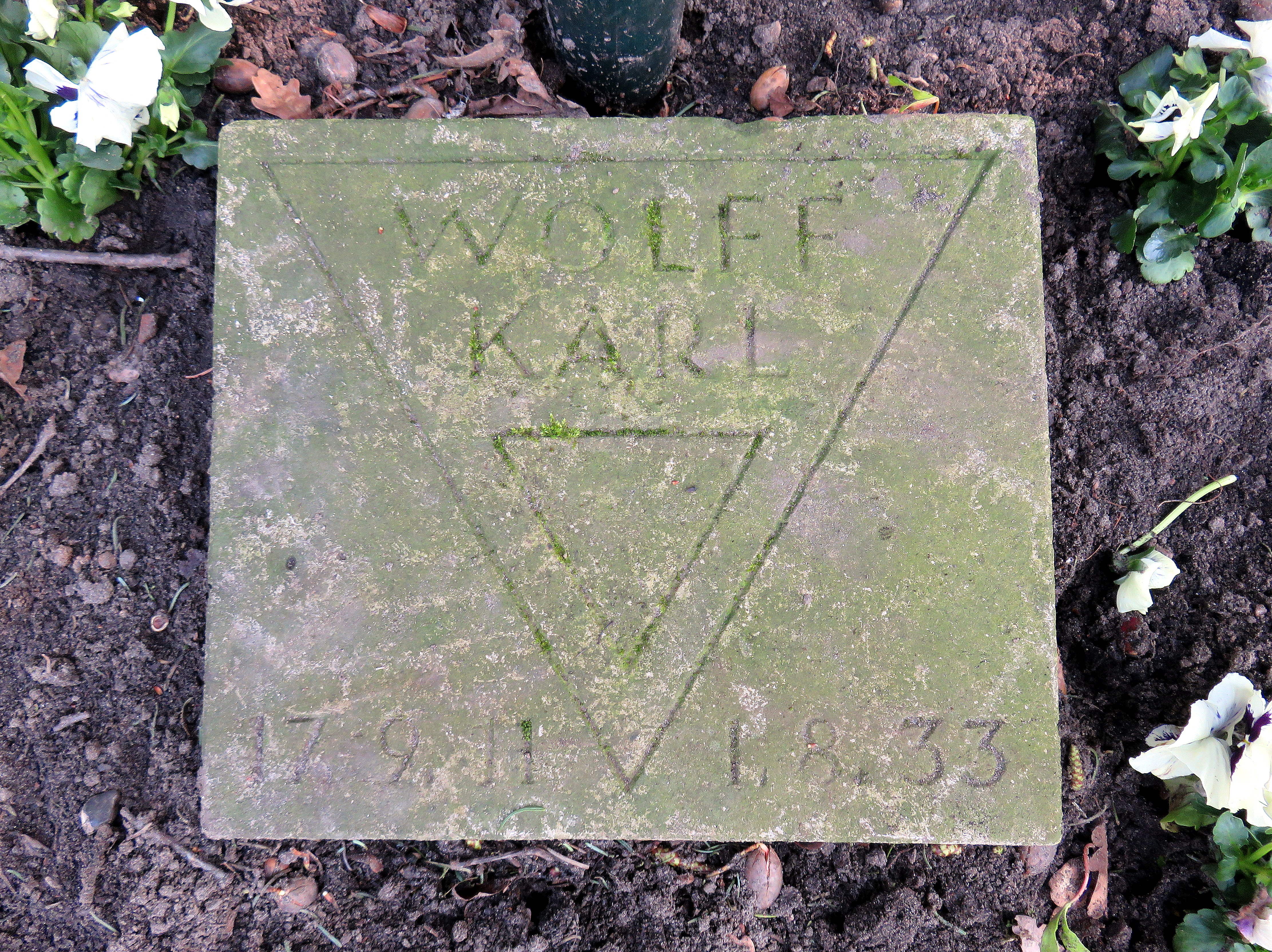
Karl Wolff, Ehrenhain Ohlsdorf auf dem Friedhof Ohlsdorf

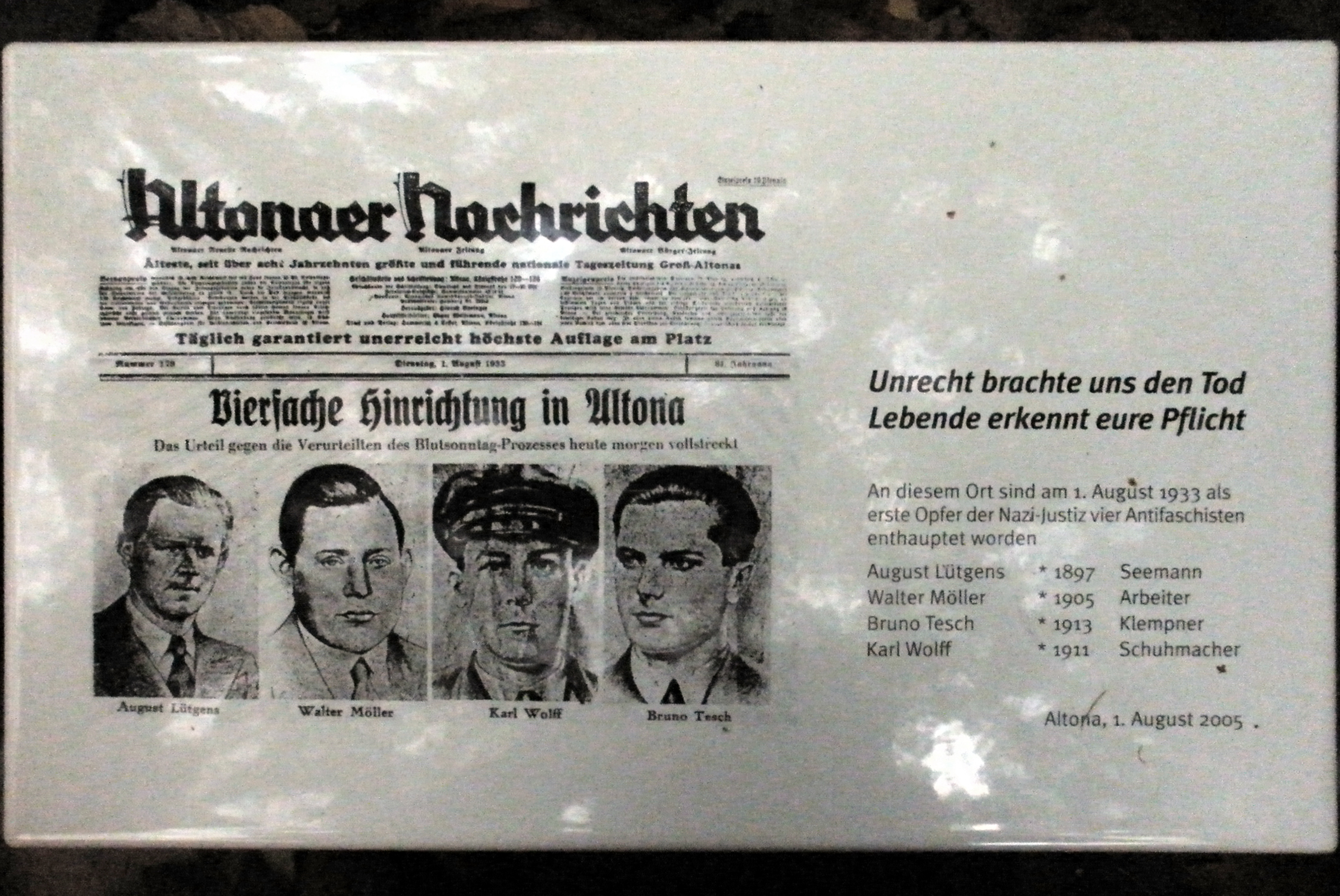
Gedenktafel hinter dem Amtsgericht Altona

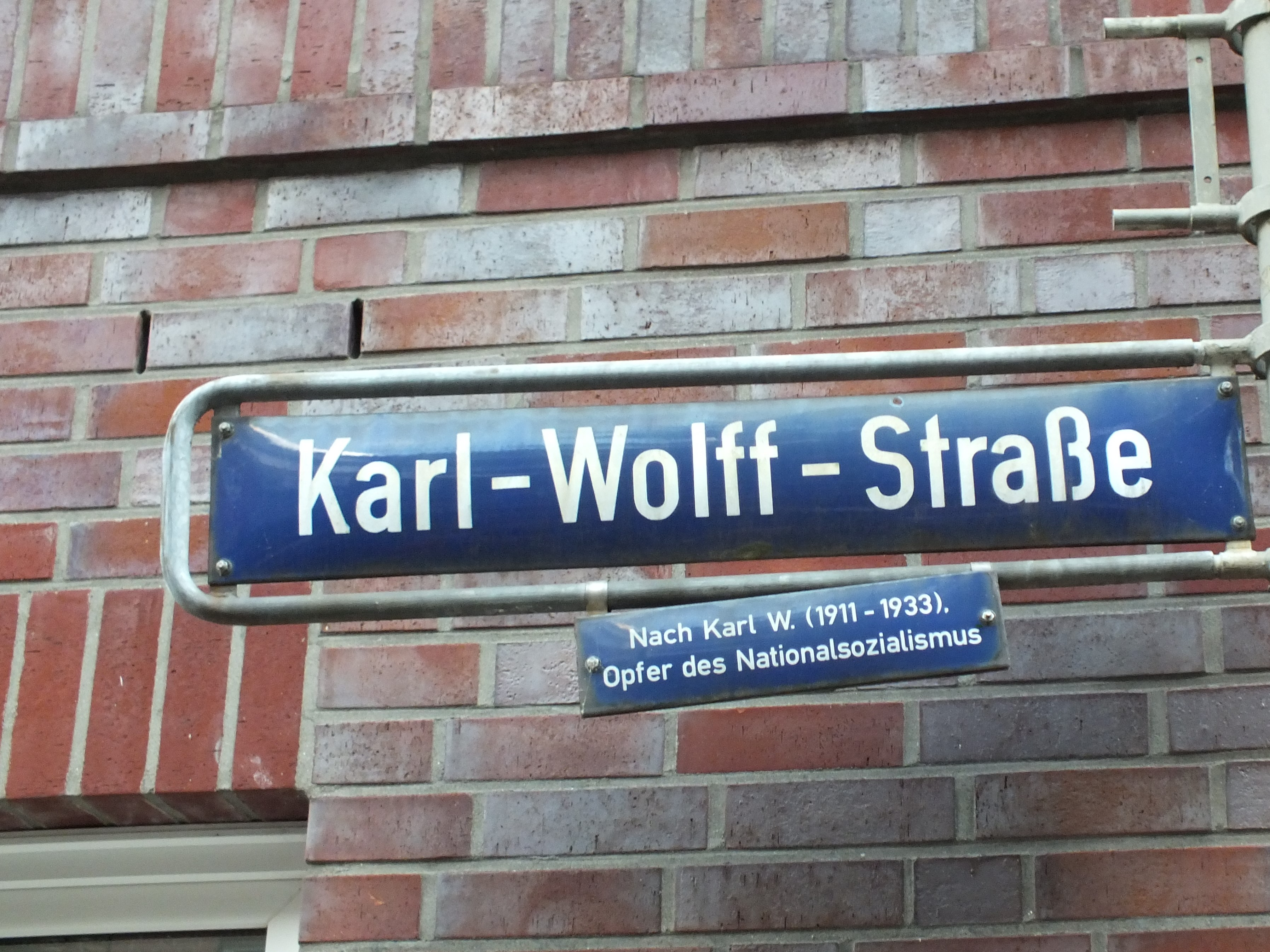
Straßenschild in Altona-Altstadt

Karl Wolff, Sohn eines Schmieds, war von Beruf orthopädischer Schuhmacher. Er lebte in einem Hinterhaus der Hamburger Süderstrasse 323 und war ledig. Während des Altonaer Blutsonntags wurde Wolff, der nicht vorbestraft war, in der Christiansstraße 29 verhaftet. Ihm wurde vorgeworfen, am selben Tag gemeinsam mit den Antifaschisten Bruno Tesch, Walter Möller und August Lütgens am gewaltsamen Tod der SA-Männer Heinrich Koch und Peter Büddig mitschuldig gewesen zu sein. 
Im Herbst 1932 kam Wolff kurzzeitig in U-Haft; anschließend wurde das Strafverfahren eingestellt. Nach der „Machtergreifung“ durch die Nationalsozialisten wurde er erneut gemeinsam mit 14 weiteren Männern angeklagt und ab 8. Mai 1933 in einem inszenierten Prozess am Landgericht Altona vor ein Sondergericht gestellt. Nach Zeugenaussagen soll Wolff den Hinterhof der Christiansstraße während des Tatzeitpunkts nicht verlassen haben und konnte somit für die tödlichen Schüsse nicht verantwortlich gewesen sein. Leumundszeugen bescheinigten Wolff zudem Hilfsbereitschaft und eine gemäßigte politische Einstellung. Während zehn Beschuldigte zu hohen Haftstrafen verurteilt wurden, wurde Wolff als einer der vier Hauptbeschuldigten ebenso wie Möller, Lütgens und Tesch des Mordes am 2. Juni 1933 schuldig gesprochen. Die vier Todesurteile wurden mit dem Handbeil auf dem Hof des an das Landgericht angrenzenden Gefängnisses vollstreckt. Am 13. November 1992 wurde das Urteil durch das Hamburger Landgericht wegen manipulierter Beweise und zweifelhafter Zeugenaussagen gegen Wolff aufgehoben.

## Gedenken
Im Ehrenhain Hamburgischer Widerstandskämpfer auf dem Hamburger Friedhof Ohlsdorf befindet sich ein Kissenstein für Karl Wolff (vierte Reihe von links, dreizehnter Stein).
- Der Musiker Wolf Biermann, offiziell Karl Wolf Biermann, wurde von seinen Eltern, die beide überzeugte Kommunisten waren, nach Karl Wolff benannt.
- Ein Zubringertrawler mit der Fischereikennnummer ROS 413 der „Artur Becker“-Baureihe erhielt seinen Namen.
- In Altona-Altstadt wurde 1992 die Karl-Wolff-Straße nach ihm benannt.
- An der Hinrichtungsstätte, der Stelle des früheren Gefängnishofes am Rande eines Spielplatzes im Wohngebiet hinter dem Gerichtsgebäude des Amtsgerichts Hamburg-Altona, gibt es heute eine Gedenkstätte.
- Vor dem Eingang des Amtsgerichts in der Max-Brauer-Allee 89 liegen vier im Quadrat angeordnete Stolpersteine: für August Lütgens, Karl Wolff,  Walter Möller und Bruno Tesch, und in Hamburg-Hamm wurde in der Süderstraße 323 ein Stolperstein in Erinnerung an Karl Wolff verlegt, seiner letzten Wohnadresse.